# Rhaphidostegium albi-alare
Rhaphidostegium albi-alare là một loài rêu trong họ Sematophyllaceae. Loài này được Paris mô tả khoa học đầu tiên năm 1905.